# Fusell M16
L'M16 és el fusell d'assalt estàndard dels Estats Units, utilitzat per primera vegada a la Guerra de Vietnam substituint al rifle M14, tot i que fou rebutjat al principi perquè està construït, en gran part, amb plàstic i alumini.

## Variants

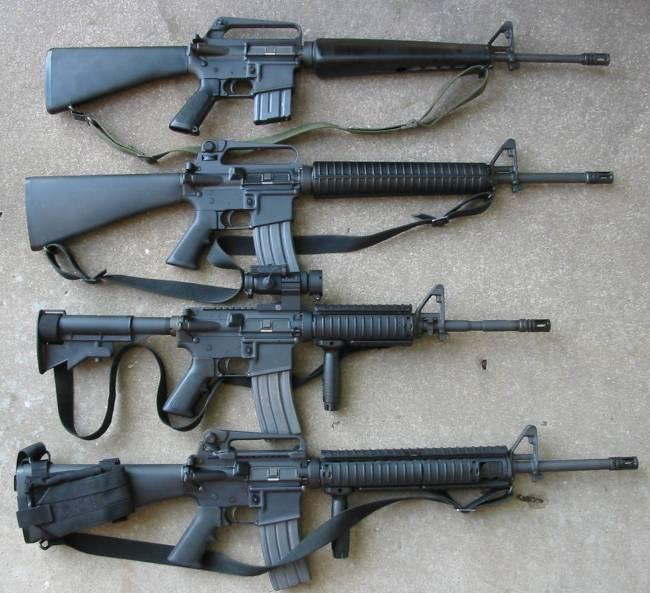
Diversos models basats en el fusell M16: de dalt a baix: M16A1, M16A2, Carabina M4 i M16A4.

M16
M16A1
M16A2
M16A3
M16A4
Colt Commando
M16 LSW
SAM-R
SDM-R

## Operació
L'arma es revisa llevant el carregador, llençant de la palanca d'armat cap arrere, i inspeccionant la recambra. Per a carregar, el carregador és inserit dins del buit. Per a preparar l'arma per a disparar, s'alimenta llençant de la palanca d'armat cap arrere i soltant-la, sense acompanyar el retorn d'aquest, assegurant-se que el tancament de la càmera es tanca correctament. "Muntar" la palanca d'armat freqüentment pot causar que el tancament no tanque perfectament.